# مالتو
مالتو (به ایتالیایی: Maletto) یک کومونه در ایتالیا است که در استان کاتانیا واقع شده‌است.

## خصوصیات
مالتو ۴۰٫۹ کیلومترمربع مساحت و ۴٬۰۵۱ نفر جمعیت دارد و ۹۶۰ متر بالاتر از سطح دریا واقع شده‌است.